# Man on the Moon (película)
Man on the Moon es una coproducción internacional de 1999 dirigida por Miloš Forman, inspirada en la vida del comediante Andy Kaufman. Protagonizada por Jim Carrey, Danny DeVito, Paul Giamatti y Courtney Love en los papeles principales.

## Argumento
Andy Kaufman es un intérprete en apuros cuyo acto falla en los clubes nocturnos porque, aunque el público quiere comedia, él insiste en cantar canciones infantiles y se niega a contar chistes convencionales. A medida que el público comienza a creer que Kaufman puede no tener ningún talento real, su peculiar "hombre extranjero" se pone una chaqueta de diamantes de imitación y hace una imitación de Elvis.

## Reparto
- Jim Carrey - Andy Kaufman / Tony Clifton
- Danny DeVito - George Shapiro
- Courtney Love - Lynne Margulies
- Paul Giamatti - Bob Zmuda/Tony Clifton
- Vincent Schiavelli - Maynard Smith
- Gerry Becker - Stanley Kaufman
- Jerry Lawler - Él mismo
- Leslie Lyles - Janice Kaufman
- Peter Bonerz - Ed. Weinberger
- George Shapiro -Señor Besserman
- Tom Dreesen - Wiseass Comic
- Richard Belzer - Él mismo
- Dr. Isadore Rosenfeld - Ejecutivo de la NBC
- Gerry Robert Byrne - 'Taxi' AD/Stage Manager
- Bob Zmuda - Jack Burns
- Angela Jones - Prostituta

## Comentarios
El título de la película se debe a la canción "Man on the Moon", que R.E.M. compuso en 1992 en honor a Kaufman y mucho antes de realizarse la película, Milos Forman la incluyó en la banda sonora. Asimismo, para la película, R.E.M. compuso en 1999 "The Great Beyond", canción que obtuvo un gran éxito a pesar de no lanzarse en disco hasta 2002.

## Recepción y premios
- Galardonada con el premio Globo de Oro 2000: al mejor actor en comedia/musical (Jim Carrey).
- Galardonada con el premio Oso de Plata 2000: al mejor director (Milos Forman)